# アミル・アルバジ
アミル・アルバジ（アラビア語: امير البازي、英語: Amir Albazi、1993年10月27日 - ）は、イラクの男性総合格闘家、柔術家。バグダード出身。イングランド・ロンドン在住。エクストリーム・クートゥア所属。UFC世界フライ級ランキング4位。アミール・アルバジとも表記される。

## 来歴
イラクの首都バグダードで生まれ、7歳の時にイラク北部のクルディスタンへ移住し、その後シリアに約1年半滞在した。最終的に、移民と難民が人口の60%を占めるストックホルム郊外のブレダンへ移住した。幼少期は喧嘩などのトラブルが絶えず、10代でストリートギャングに加わるなど荒んだ生活を送った。テレビでUFC初期の試合を観て総合格闘技に興味を持ち、街で最安値の総合格闘技ジムでトレーニングを始めた。2013年にロンドンへ移住し、ローハンプトン大学を卒業した。
グラップリング世界選手権の62kg級で金メダルを2度獲得し、アジア選手権ではイラク人史上初となる金メダルを獲得した。
2009年、16歳でプロ総合格闘技デビュー。Bellator等の団体に出場し、13戦12勝の戦績を残す。

### UFC
2020年7月19日、UFC初出場となったUFC Fight Night: Figueiredo vs. Benavidez 2でマルコム・ゴードンと対戦し、三角絞めで1R一本勝ち。
2023年6月3日、UFC on ESPN: Kara-France vs. Albaziでフライ級ランキング3位のカイ・カラ＝フランスと対戦し、2-1の判定勝ち。なお、海外MMAメディアサイトの採点では21人中19人の記者がカラ＝フランスの勝利を支持した。
2024年11月2日、1年5カ月ぶりの復帰戦となったUFC Fight Night: Moreno vs. Albaziでフライ級ランキング2位の元UFC世界フライ級王者ブランドン・モレノと対戦し、0-3の5R判定負け。

## 戦績
| 総合格闘技 戦績 | 総合格闘技 戦績 | 総合格闘技 戦績 | 総合格闘技 戦績 | 総合格闘技 戦績 | 総合格闘技 戦績 | 総合格闘技 戦績 |
| --------------- | --------------- | --------------- | --------------- | --------------- | --------------- | --------------- |
| 19 試合         | (T)KO           | 一本            | 判定            | その他          | 引き分け        | 無効試合        |
| 17 勝           | 5               | 9               | 3               | 0               | 0               | 0               |
| 2 敗            | 0               | 0               | 2               | 0               | 0               | 0               |

| 勝敗 | 対戦相手                     | 試合結果                          | 大会名                                      | 開催年月日     |
| ×    | ブランドン・モレノ           | 5分5R終了 判定0-3                 | UFC Fight Night: Moreno vs. Albazi          | 2024年11月2日  |
| ○    | カイ・カラ＝フランス         | 5分5R終了 判定2-1                 | UFC on ESPN 46: Kara-France vs. Albazi      | 2023年6月3日   |
| ○    | アレッサンドロ・コスタ       | 3R 2:13 KO（右アッパー→パウンド） | UFC Fight Night: Cannonier vs. Strickland   | 2022年12月17日 |
| ○    | フランシスコ・フィゲイレード | 1R 4:34 リアネイキドチョーク      | UFC 278: Usman vs. Edwards 2                | 2022年8月20日  |
| ○    | ジャルガス・ジュマグロフ     | 5分3R終了 判定3-0                 | UFC 257: Poirier vs. McGregor 2             | 2021年1月24日  |
| ○    | マルコム・ゴードン           | 1R 4:42 三角絞め                  | UFC Fight Night: Figueiredo vs. Benavidez 2 | 2020年7月19日  |
| ○    | ライアン・カーティス         | 1R 2:24 キムラロック              | Brave CF 29                                 | 2019年11月15日 |
| ×    | ホセ・トーレス               | 5分3R終了 判定0-3                 | Brave CF 23                                 | 2019年4月19日  |
| ○    | ユーリー・ベジェナーリ       | 1R 3:21 リアネイキドチョーク      | Bellator 200                                | 2018年5月25日  |
| ○    | ジェイミー・パウエル         | 5分3R終了 判定3-0                 | Bellator 179                                | 2017年5月19日  |
| ○    | ディノ・ガンバテサ           | 1R 4:30 キムラロック              | FSC 8                                       | 2016年12月10日 |
| ○    | ラファル・チェコウスキー     | 2R リアネイキドチョーク           | SFN 1                                       | 2016年6月4日   |
| ○    | ニコ・ジョカ                 | 2R 2:21 TKO（パウンド）           | UCMMA 44                                    | 2015年9月5日   |
| ○    | オンドレイ・モラベック       | 1R 4:34 TKO（パウンド）           | Caveam 2015                                 | 2015年3月19日  |
| ○    | サリー・クルカン             | 2R 2:30 キムラロック              | UCMMA 41                                    | 2014年11月8日  |
| ○    | アライ・マクレイ             | 2R リアネイキドチョーク           | SFC 3                                       | 2010年10月10日 |
| ○    | バガンドフ・ムラダ           | 1R 3:00 TKO（パウンド）           | WUFC 16                                     | 2010年9月4日   |
| ○    | アンドレ・バティスタ         | 1R 3:35 TKO（パウンド）           | WUFC 15 【58kg級トーナメント決勝】          | 2009年8月22日  |
| ○    | パブロ・クーリシュ           | 1R 0:59 リアネイキドチョーク      | WUFC 15 【58kg級トーナメント予選】          | 2009年8月22日  |